# Quận Camp, Texas
Quận Camp (tiếng Anh: Camp County) là một quận trong tiểu bang Texas, Hoa Kỳ. Quận được đặt tên theo nhà chính trị Texas John Lafayette Camp. Quận lỵ đóng ở thành phố Pittsburg6.